# Hjalmar Gotfried Carlson
Hjalmar Gotfried Carlson (Gotalândia Oriental, Suécia, 1879 – c. 1930) foi um trabalhador em chapas de metal estadunidense nascido na Suécia, inventor especialista em trefilagem, que trabalhou em Worcester, Massachusetts. É conhecido por ter sido premiado com a primeira Medalha ASME em 1921 e a primeira Medalha Holley em 1924.

## Vida e trabalho
Carlson nasceu em 1879 em Gotalândia Oriental na Suécia, em uma propriedade industrial, e chegou aos Estados Unidos em 1900. Carlson se estabeleceu em Worcester, Massachusetts.
Carlson trabalhou a maior parte de sua carreira na Rockwood Sprinkler Company de Massachusetts. Começou a trabalhar como operário de chapas de metal e chegou a superintendente geral e engenheiro mecânico. Na maioria de suas invenções patenteadas Carlson atuou como cedente para a Rockwood Sprinkler Co. Em 1930, quando a Rockwood Sprinkler foi absorvida pela Gamewell Co., fabricante de sistemas de alarme de incêndio, Carlson renunciou como superintendente.
Em 1921 Carlson foi premiado com a primeira Medalha ASME, por "sua invenção e parte na produção de 20.000.000 tirantes reforçados de aço Mark III usados principalmente como componentes de explosivos e bombas de 75 mm". Em 1924 a ASME também lhe concedeu a Medalha Holley por "invenções e processos no campo da artilharia que materialmente ajudaram a vitória na Primeira Guerra Mundial".

## Trabalho

### Medalha ASME 1921

Processo de estiramento básico para um fio, barra ou tubo.

Em 1921 Carlson recebeu a primeira Medalha ASME por sua parte na produção de munição de última geração para o Corpo de Artilharia do Exército dos Estados Unidos durante a Primeira Guerra Mundial. Um comitê da ASME fez o seguinte esboço das realizações do Sr. Carlson em relação à produção desses invólucros:

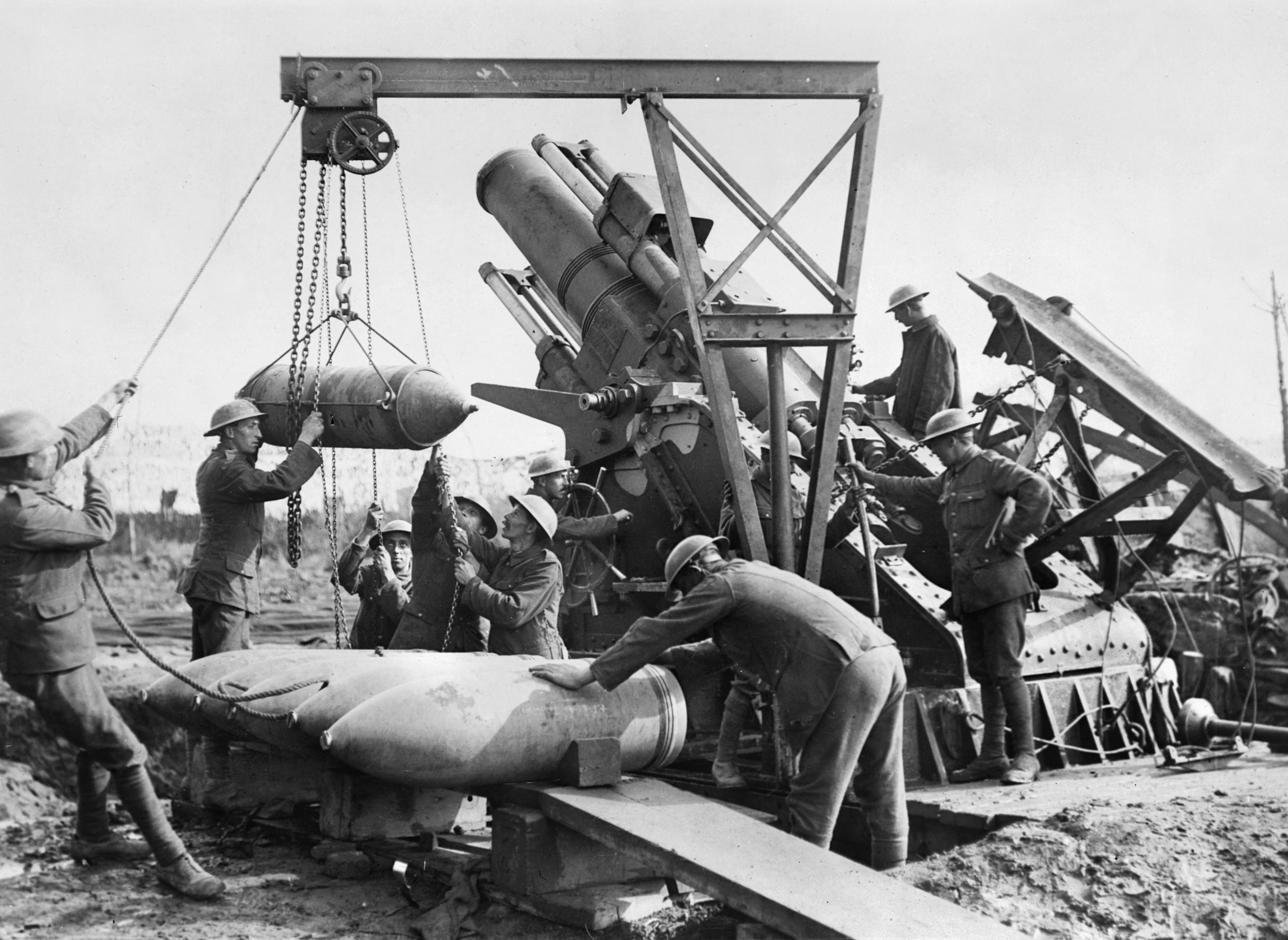
Casco de obus altamente explosivo de 15 polegadas, ca. 1917

"Um impulsionador que consiste em um invólucro de propulsão, carga de alto explosivo e um soquete de fusível, é um dos componentes essenciais para o funcionamento adequado de um projétil altamente explosivo no alvo. A produção de impulsionadores depende do invólucro do propulsor, um componente totalmente novo para os fabricantes deste país e até mesmo para o Departamento de Material antes da guerra".
"Durante muitos anos antes da guerra e durante toda o seu transcurso, os franceses usaram em seus canhões de 75 mm uma concha com uma caixa de reforço cônica feita por estampagem a quente de um tarugo redondo curto, até que a forma aproximada fosse obtida e depois formando no processo, ou usinando-o na forma exata".

### Recepção
Seu bisneto Evan Carlson (2017) resumiu as invenções de Carlson de que "a maioria das coisas que ele inventou passariam despercebidas como acontece com muitas inovações, mas essas invenções mudaram a vida das pessoas. Por exemplo, como as densidades das cidades aumentaram exponencialmente nos Estados Unidos, houve um aumento maciço de incêndios que destruiriam edifícios e vidas inteiras. Para ajudar a combater esse problema, Hjalmar Carlson desenvolveu o sistema de aspersores aéreos que pode ser visto nos tetos de todo o mundo atualmente. Não é tão impactante, mas também desenvolveu uma versão inicial da tampa de garrafa atual."

## Patentes selecionadas
- Patent US984647 - Hanger-block, 1909–12
- Patent US1165316 - Method of making bicycle crank-hangers, 1912–15
- Patent US1185543 - Valve for automatic sprinkler systems, &c, 1913–16
- Patent US1572379 - Flier, 1924–26